# Phoroncidia puyehue
Phoroncidia puyehue är en spindelart som beskrevs av Claude Lévi 1967. Phoroncidia puyehue ingår i släktet Phoroncidia och familjen klotspindlar. Inga underarter finns listade i Catalogue of Life.